# St. Anna (Unterweilersbach)

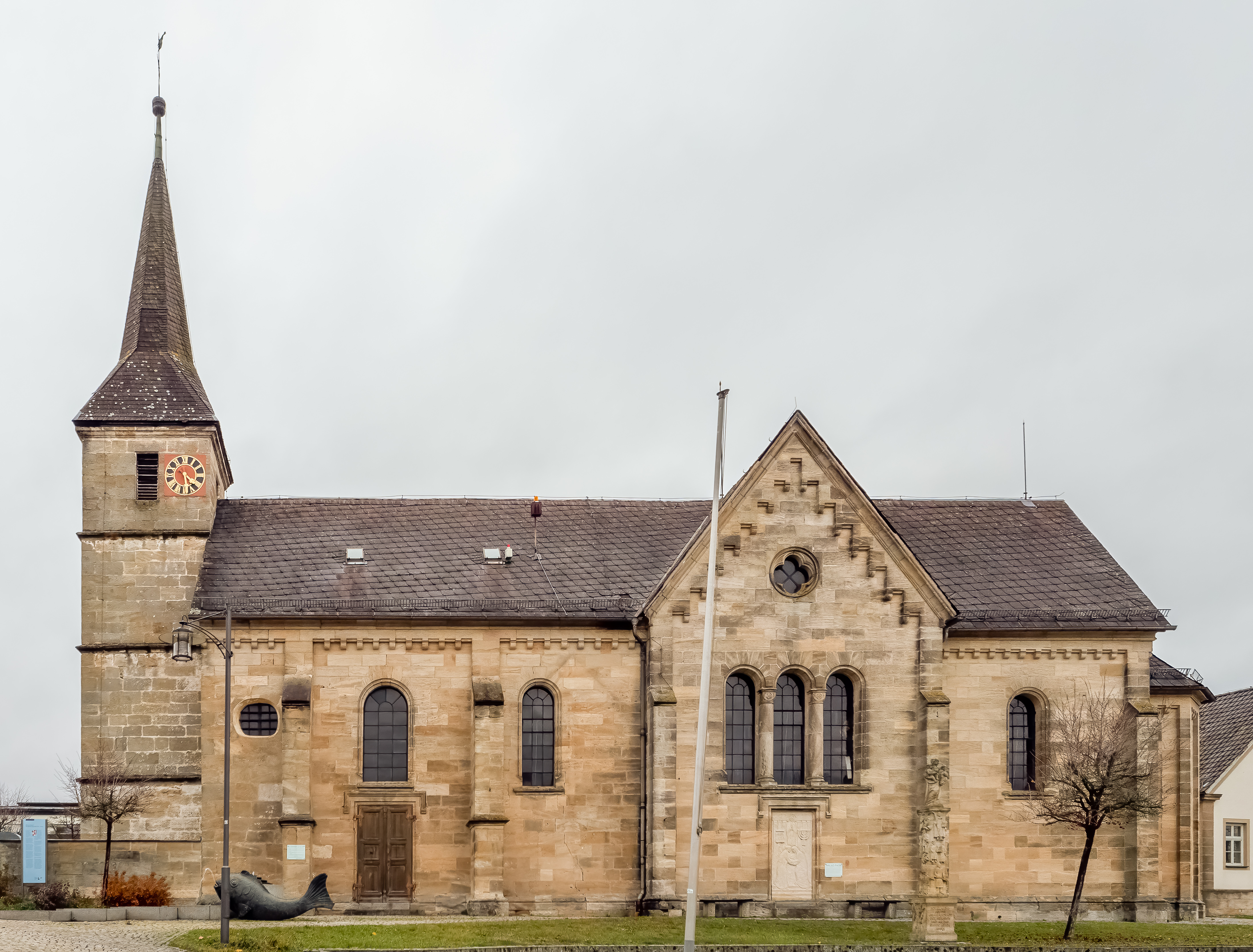
St. Anna (Unterweilersbach)

Die römisch-katholische Pfarr- und Wallfahrtskirche St. Anna steht in Unterweilersbach, einem Gemeindeteil von Weilersbach im oberfränkischen Landkreis Bamberg (Bayern). Der Kern des Turmes des denkmalgeschützten Gotteshauses entstand um 1200. Die Pfarrkirche gehört zum Seelsorgebereich Fränkische Schweiz im Dekanat Forchheim des Erzbistums Bamberg.

## Beschreibung
Eine St.-Anna-Wallfahrt entstand um 1500. Das Langhaus und der eingezogene, dreiseitig geschlossene Chor im Osten der Saalkirche aus Quadermauerwerk wurden 1868/69 neuromanisch erneuert. Durch die Risalite an der Nord- und Südwand wird ein Querschiff angedeutet. Die unteren drei Geschosse des Kirchturms auf quadratischem Grundriss im Westen sind im Kern mittelalterlich. Er wurde später mit einem Geschoss, in das die Turmuhr und der Glockenstuhl eingebaut sind, aufgestockt und mit einem achtseitigen, schiefergedeckten Knickhelm bedeckt. Zur Kirchenausstattung gehört der um 1716 gebaute Hochaltar, dessen Statuen von Johann Sebastian Degler stammen. Das Altarretabel zeigt die heilige Anna. Von einem spätgotischen Flügelaltar aus Hetzelsdorf stammt eine Mondsichelmadonna im linken Seitenaltar. Anna selbdritt ist im 17. Jahrhundert entstanden. Der Auferstandene wurde in der Art von Friedrich Theiler gestaltet. Die spätbarocke Kanzel zeigt auf der Brüstung die vier Evangelisten.